# Elisabethpolder (Breskens)
De Elisabethpolder is een polder ten oosten van Breskens, behorende tot de Baarzandepolders.
De polder werd ingedijkt in 1639. Deze polder was 340 ha groot. Ze werd bij de stormvloed van 26 januari 1682 overstroomd en weer drooggemaakt. In september 1697 werd de polder opnieuw overstroomd. In 1699 volgde herdijking, doch dit bedroeg slechts 85 ha. Het overgrote -noordelijke- deel van de polder werd aan de zee prijsgegeven.
De polder wordt begrensd door de Golepoldersedijk en de Hoofdplaatseweg, en door een zeewerende dijk van ongeveer 1,5 km lengte. Het noordelijk deel van de polder wordt tegenwoordig in beslag genomen door het bedrijventerrein van Breskens.